# Halka (1967)
Halka – polski statek pasażerski żeglugi przybrzeżnej zbudowany w Gdańskiej Stoczni Rzecznej i eksploatowany w kraju w latach 1967–1990.
„Halka” w 1967 w momencie wodowania, była największym statkiem pasażerskim zbudowanym w Polsce. Była też ówcześnie największą jednostką zbudowaną w Gdańskiej Stoczni Rzecznej. Od wycofania Mazowsza w 1983 była największym statkiem Żeglugi Gdańskiej (ŻG). Była też jedyną jednostką tego armatora wykorzystywaną w regularnej komunikacji przez cały rok, a nie – tylko w sezonie letnim.

## Historia
W 1961 w dyrekcji ŻG powstały założenia dla statku pasażerskiego, który mógłby obsługiwać rejsy po wodach Zatoki Gdańskiej nawet przy złych warunkach hydrometeorologicznych oraz w dziennych rejsach pełnomorskich pomiędzy portami polskiego wybrzeża. Na ich podstawie w Biurze Konstrukcyjnym Taboru Morskiego i w Zakładzie Konstrukcji Okrętów Wydziału Budowy Okrętów Politechniki Gdańskiej powstały konkurujące ze sobą projekty wstępne, spośród których wybrano propozycję politechniki. Głównym projektantem statku był dr inż. Stefan Wewiórski, pod jego kierunkiem w zakładzie powstał też projekt techniczny i roboczy, przekazany do realizacji Gdańskiej Stoczni Rzecznej. Stępkę położono w maju 1966, przyszła „Halka” otrzymała numer budowy PP1. Jednostkę budowano zgodnie z Przepisami Klasyfikacji i Budowy Morskich Statków Stalowych Polskiego Rejestru Statków. Wodowanie wyposażonego w 35% statku odbyło się 25 stycznia 1967, ukończoną „Halkę” przekazano armatorowi 21 lipca, banderę podniesiono 25 lipca 1967. Pierwszym kapitanem został kpt. ż. w. Tadeusz Przesmycki. „Halka” obsługiwała linię Gdańsk – Sopot – Hel. Przez pierwsze dwa dni przewiozła ponad 2 tys. turystów. Statek umożliwiał ŻG utrzymanie regularnego połączenia z Helem, nawet podczas sztormowej pogody. W kolejnych sezonach do obsługi gdańskiej linii doszło połączenie „Halką” Helu z Gdynią. Od 1975 jednostka po niewielkiej przebudowie była na tej linii obecna również poza sezonem. Od listopada do marca przez 15 kolejnych lat „Halka” była czarterowana przez Marynarkę Wojenną. Z połączenia mogło korzystać 100 marynarzy i 20 pracowników helskiej miejskiej rady narodowej, z którą MW współdzieliła koszty czarteru. Ta liczba pasażerów (ograniczenie podczas pływania w krze lodowej) mogła być powiększona do 200 poza okresem zalodzenia. Na statku obowiązywały bilety miesięczne, w miarę wolnych miejsc dostępne też były bilety jednorazowe . Po zimowym czarterze MW zapewniała sobie komunikację z Helem własnymi wodolotami, a „Halka” wracała do obsługi ruchu turystycznego. 10 stycznia 1990 Żegluga Gdańska zaprzestała obsługi zimowego połączenia ponieważ MW wycofała się z zakupu biletów miesięcznych. Statek w ówczesnych warunkach ekonomicznych stał się nierentowny. W 1991 „Halka” została wyczarterowana armatorowi z Grecji .
W okresie swojej służby pod polską banderą jednostka często była wykorzystywana do celów reprezentacyjnych, jak w 1978 podczas powitania jachtu „Mazurek” powracającego z rejsu dookoła świata, dowodzonego przez kpt. Krystynę Chojnowską-Liskiewicz.

## Dalsze losy
W Grecji nazwa statku została zmieniona na „Georg”. W sierpniu 1992 został aresztowany w Pireusie w związku z używaniem go do przemytu towarów. Armator zalegał z płatnościami dla ŻG w związku z czym ta podjęła działania w celu odzyskania statku. Rozważano sprowadzenie jednostki do kraju, co byłoby jednak kosztowne. Ostatecznie po odzyskaniu statku ŻG sprzedała go w 1993 innemu greckiemu armatorowi za 20 tys. USD. Po przebudowie i wymianie silników jako „Paloma” jednostka od 1995  przez dwa sezony obsługiwała połączenie Pireusu z Kretą, po czym znów została sprzedana armatorowi ze Sri Lanki. Statek dotarł do Cejlonu i pod nową nazwą „Goodwill Guide” pływał m.in. w rejonie objętym powstaniem tamilskim między Dżafną a Trikunamalają. Ostatnim śladem istnienia dawnej „Halki” jest informacja o aresztowaniu statku w lutym 2002 w porcie Beruwala z powodu zalegania przez armatora z należnościami wobec załogi.

## Konstrukcja

### Opis ogólny
Kadłub spawany ze stali okrętowej St 42, szkielet tworzyło 80 wręg o odstępie 0,5 m. Statek był dwupokładowy o trzech kondygnacjach. Dno na całej długości było podwójne, mieszczące zbiorniki ściekowe, paliwa i wody słodkiej. Struktura kadłuba była podzielona przez 6 grodzi wodoszczelnych na 7 przedziałów, kolejno: skrajnik dziobowy z komorą łańcuchową kotwicy; zbiornik balastowy; salon z 54 miejscami siedzącymi; salon-bar z 70 miejscami; siłownia; pomieszczenia socjalne załogi – 6 kabin 2-osobowych i jedna pojedyncza, kuchnia, mesa, sanitariaty oraz magazyn; skrajnik rufowy z maszyną sterową i komorą łańcuchową. Statek miał zagwarantowaną niezatapialność przy całkowitym zalaniu jednego z przedziałów wodoszczelnych. Wejścia do poszczególnych przedziałów z poziomu pokładu głównego, do siłowni – z przedziału socjalnego, zamykane drzwiami wodoszczelnymi. Pokład główny był całkowicie zakryty. Od dziobu mieścił się na nim salon pasażerski na 209 osób, hall z 14 miejscami siedzącymi będący również centrum komunikacyjnym z zejściówkami, sanitariaty i rufowa weranda mogąca pomieścić 52 osoby. Górny pokład mieścił sterówkę z kabiną radiową, nawigacyjną oraz kabinami kapitana i starszego oficera, za nią pokład słoneczny z ławami dla 120 pasażerów, nadbudówkę rufową z pomieszczeniem agregatu prądotwórczego i akumulatorów, komin oraz zejściówkę do hallu, za nią pokład łodziowy z dwiema szalupami. Na „Halce” było w sumie 467 miejsc siedzących dla pasażerów .
Napęd statku stanowiły dwa silniki główne 8NVD36Au produkcji Schwermaschinenbau Karl Liebknecht (SKL) z Magdeburga. Były to jednostki ośmiocylindrowe wysokoprężne o mocy 560 KM przy 500 obr./min. każdy. Każdy z silników napędzał własną linią wału, zakończoną śrubą napędową. Energię elektryczną zapewniały 4 spalinowe zespoły prądotwórcze o mocy 27 kVA .

### Wyposażenie
Wyposażenie nawigacyjno-sygnałowe obejmowało komplet lamp nawigacyjnych, radiostację, radar, echosondę i dwa kompasy magnetyczne. „Halka” wyposażona była w dwie kotwice Halla o ciężarze po 500 kg i elektryczną windę kotwiczno-cumowniczą na pokładzie górnym w części dziobowej. Statek wyposażono w 8 podwójnych pachołów cumowniczych, po cztery na każdej burcie. Na nadburciu dziobnicy zamontowano dwie przewłoki z rolkami. Wyposażenie ratunkowe obejmowało wspomniane szalupy 23-osobowe wykonane z hydronalium, opuszczane żurawikami. Każda z nich miała silnik spalinowy o mocy 24 KM. Ławy z pokładu słonecznego można było wyrzucić za burtę jako środek ratunkowy. Trzy spośród nich mogły utrzymać w wodzie po 20 osób, a siedem – po 16. Statek miał też początkowo 16, a później 24 20-osobowe pneumatyczne tratwy ratunkowe. Do ochrony przeciwpożarowej służyły 2 systemy, wodny i gazowy oraz gaśnice proszkowe i hydranty .

## Dane techniczne

### Wymiary[7]
- długość całkowita 44,9 m;
- długość rejestrowa 42,3 m;
- długość między pionami 40,0 m;
- szerokość całkowita 8,3 m;
- wysokość do pokładu głównego 3,6 m;
- wysokość do pokładu górnego 6,0 m;
- zanurzenie 2,5 m.

### Siłownia[7]
- 2 silniki główne Schwermaschinenbau Karl Liebknecht (SKL) 8NVD36Au po 560 KM;
- 4 agregaty prądotwórcze po 27 kVA.